# Longitarsus peyerimhoffi
Longitarsus peyerimhoffi es una especie de insecto coleóptero de la familia Chrysomelidae. Fue descrita científicamente en 1909 por Abeille.